# Haaslava
Haaslava è un comune rurale dell'Estonia meridionale, nella contea di Tartumaa. Il centro amministrativo è la località (in estone küla) di Kurepalu.

## Località
Oltre al capoluogo, il comune comprende un borgo (in estone alevik), Roiu, e altre 18 località:
Aadami - Aardla - Aardlapalu - Alaküla - Haaslava - Igevere - Ignase - Kitseküla - Kõivuküla - Koke - Kriimani - Kurepalu - Lange - Metsanurga - Mõra - Päkste - Paluküla - Tõõraste - Uniküla